# 대한민국의 재난기본소득
대한민국의 재난기본소득 논란은 2020년 3월, 한국에서 코로나19 전염병으로 인해 대규모 경제 피해가 발생하자, 재난기본소득 50만원 또는 100만원을 모든 국민에게 지급하자는 논쟁이다.

## 찬성론
2020년 2월 26일, 민간 독립연구기관인 랩2050 윤형중 정책팀장이 <미디어오늘>에 실은 ‘재난 기본소득을 검토해보자’는 칼럼에서 재난기본소득 지급안을 처음으로 제시됐다. 이재웅 SOCAR 대표는 LAB2050를 설립 때부터 후원하며 관련 연구를 지원했다. 기본소득을 연구하는 시민단체이다.
2월 29일, 포털 다음 창립자인 이재웅 차량공유서비스 쏘카 전 대표는 청와대 국민청원 게시판에 재난기본소득 50만원을 제안했다. 이 청원으로, 코로나19 4차 재난지원금을 한국에서 최초로 주장한 사람은 이재웅이라고 알려져 있다.
3월 2일, 황교안 미래통합당 대표는 통합당 최고위원회의에서 “이 정도면 거의 전시에 준하는 비상경제상황”이라며 “기존의 지원대책, 기존의 보조금으로는 역부족이다. 한 기업인은 재난기본소득을 제안하기도 했다. 이 정도 과감성 있는 대책이어야 우리 경제에 특효가 있을 것”이라고 말했다.
3월 3일, 더불어민주당 포용국가비전위원회가 “국민당 평균 50만원 이내의 긴급생활지원금을 지원해 전시에 준하는 재난 시기의 기본소득을 실현하자”며 이를 위해 대통령 긴급재정경제명령 검토를 제안했다.
3월 6일, 이재명 경기도지사가 재난기본소득 검토를 주장했다.
3월 8일, 김경수 경남지사가 전국민 재난기본소득 100만원 지급을 요청했다.
3월 10일, 박원순 서울시장이 서울시 유튜브 채널에 출연해 중위소득 100%(4인 가족 기준 474만9174원) 이하 가구에 상품권 60만원을 지원해주자고 제안하여 2020년 3월 30일부터 2020년 5월 15일에 신청을 받아 중위소득 기준 100% 이하 가구(기초수급, 차상위, 실업급여 수급자 제외)에 가구별로 30~50만원을 1회 지원하여 2020년 6월말 기준으로 2,189,433건이 신청접수되어 1,599,859건, 5,423억원이 지급완료했다.

## 반대론
2020년 3월 11일, 국회 예산결산특별위원회 전체회의에 참석한 홍남기(洪楠基) 부총리 및 기획재정부 장관은 정부 재정 여건상 힘들다면서, 1인당 50만원, 100만원씩 주게 되면 25조~50조원의 세금이 필요하다고 말했다.
코로나19로 인해서, 미국은 국가비상사태 선포로 400억달러(약 48조원), 중국은 인민은행 지불준비율 인하로 95조원, EU 26개국은 전체로 120억유로를 장만한 정도인데 GDP를 비교하면 한국의 추경 11조원은 전세계에서 가장 많은 정부 재정 투입이다. 추경 편성으로 5차 재난지원금 대상에 11조5000억원을 지원하는데, 특히 영세 사업자 450만명에게 2조5000억원을 현금으로 지원한다. 그런데, 여기에 재난기본소득을 위해 50조원을 지원하는 것은, 정부 재정 여건상 말도 안된다는 게 홍남기 경제부총리의 인식이다.
민주당은 추경안 11조원에 7조원의 증액을 요구했고, 홍남기 경제부총리가 반대하자, 이해찬 대표가 해임건의할 거라고 화를 내어, 문재인 대통령이 부총리를 재신임했다. 통합당에서도 7조원 증액안을 반대하자, 민주당은 2차 추경으로라도 7조원을 더 늘리겠다고 주장했다. 그렇게 추경 18조원이 되면, 5100만명 전국민에게 각각 50만원씩 재난기본소득을 지급할 경우 5차 재난지원금 2차 추경 예산은 25조원에 거의 근접하게 된다. 5차 재난지원금은 소상공인은 8월, 전국민 대상은 9월 내외로 지급하기 위해서 검토 중이다. 
재난기본소득을 최초로 제안한 이재웅 쏘카 대표가 50만원을 주장했었다.

## 미국
3월 18일, 도널드 트럼프 대통령이 4월과 5월에 부자를 제외한 미국인 모두에게 매달 2천달러(250만원)을 지급할 계획이라고 보도되었다. 여기서 제외되는 부자의 범위가 구체적으로 어디까지인지는 정확하게 알려지지 않았다.

## 4차 재난지원금 보편지급 vs 선별지급
3차 재난지원금이 지급되기 전임에도 부룩하고 정치권에서는 벌써부터 4차 재난지원금 신청과 관련된 찬반 논쟁이 치열하다. 1월 4일 정세은 충남대 경제학과 교수는 "올해 2분기에 추가경정예산(추경)이 편성될 것"이라는 기사를 시작으로 민주당은 1월 6일 당 최고위원회에서 "전 국민 재난지원금 지급이 필요할 수 있다"는 허영 대변인의 발표가 이 논쟁의 시발점이 되었다.
이와 더불어 여론조사 전문기관 리얼미터는 1월 7일에 설문조사에서 모든 국민에게 4차 재난지원금을 지급해야 한다는 공감대가 무려 68.1%를 기록한 내용을 발표하면서 정치권의 압박이 시작되었다. 4차 재난지원금 신청은 선별지급이 진행된상태이며 소상공인, 특고, 프리랜서 관련 직업군에게 선별적으로 지급할 것으로 보인다. 다음 5차 재난지원금은 전국민을 대상으로 보편적 지급이 이루어질지 여부에 관심이 쏠리고 있다.

## 5차 재난지원금
문재인 대통령은 지난 2월 청와대 간담회에서 "코로나에서 벗어날 상황이 되면 다음 5차 재난지원금으로 국민 위로 지원금, 국민 사기 진작용 지원금 지급을 검토할 수 있다"면서 5차 재난지원금 신청을 암시한다고 조선일보가 보도하면서 사람들로 하여금 5차 재난지원금 신청대상과 관련된 궁금증을 일으켰다. 5차 재난지원금에 대한 검토 아직 미정이나 추후 5차 재난지원금 신청대상 조회를 통해 대상자를 확인할 수 있다. 민주당에서는 4월 29일 5차 재난지원금 신청을 선별지급과 전국민으로 확대하기 위한 검토한 바가 있다.
그리고 5차 재난지원금 전국민 지급을 확정하였고, 여름 휴가 전이나 늦어도 추석 전에는 지급할 것으로 공식화했다. 5차 재난지원금이 공식화되면서 규모는 4차 재난지원금과 유사하게 10조 이상 편성될 것으로 보인다.
5차 재난지원금은 전국민 지급과, 80% 이하 지급 중 80% 이하, 그리고 카드 사용금 환급으로 정해지고 있다.